# Crisis de refugiados venezolanos en Brasil
La crisis de refugiados venezolanos en Brasil se refiere al flujo migratorio de gran escala proveniente de ciudadanos venezolanos huyendo de la crisis económica y política en su país, buscando refugio en Brasil. El flujo se ha vuelto intenso en los últimos meses de 2017 y principios de 2019, centrado hasta entonces en el estado de Roraima. La alcaldía de Boa Vista estima que hasta enero de 2018, cerca de 40 mil venezolanos ya se instalaron en la ciudad, la mayoría de los cuales en condiciones precarias. El flujo equivale a más del 10 % de la población local, de 330 mil habitantes. El 8 de febrero de 2018, el Gobierno brasileño anunció el envío de más soldados a la frontera con Venezuela, y el ministro de Defensa, Raúl Jungmann, dijo que decenas de miles de refugiados serán reubicados a otros estados del país.
El 12 de febrero de 2018, el Gobierno brasileño anunció la creación de un Grupo para tratar la crisis de refugiados en Roraima: Operación Bienvenido.

## Incidentes sociales

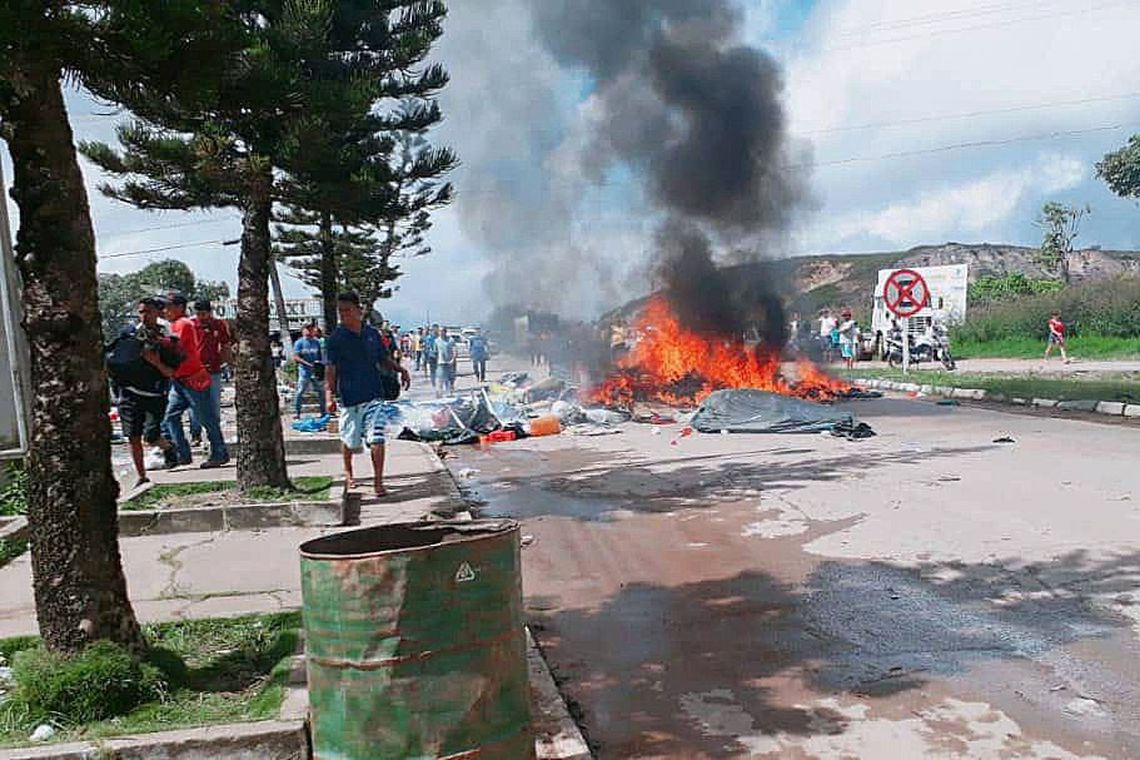
El municipio de Pacaraima, en el estado de Roraima, en agosto de 2018 durante un enfrentamiento entre locales brasileños e inmigrantes venezolanos.

Un campamento de inmigrantes venezolanos en Pacaraima fue atacado por residentes enojados tras los informes de que un dueño de un restaurante local había sido golpeado duramente por los venezolanos. Grupos de hombres cargando piedras y palos incendiaron tiendas de campaña y otros artículos pertenecientes a los venezolanos, y unos 1200 migrantes huyeron al otro lado de la frontera. En los últimos meses, ha habido un creciente rechazo hacia el número de inmigrantes venezolanos que ingresan al estado de Roraima.
El Gobierno brasileño anunció la implementación de nuevas medidas de seguridad para atender la emergencia por la masiva llegada de venezolanos, luego de los hechos violentos registrados en Pacaraima contra campamentos de migrantes. El Gobierno del presidente Michel Temer informó que establecerá un nuevo centro de acogida en el estado fronterizo de Roraima, en el norte del país y que enviará un batallón de 120 efectivos de la Fuerza Nacional para reforzar la seguridad en la zona. La decisión también contempla el traslado de 36 voluntarios del área de la salud para atender a los inmigrantes venezolanos que llegan a Brasil huyendo de la crisis sociopolítica que atraviesa el país caribeño.
El presidente de Brasil, Michel Temer, convocó el día 20 de agosto de 2018 una nueva reunión con siete ministros para "buscar soluciones" tras los choques vividos este fin de semana entre brasileños e inmigrantes venezolanos en una ciudad fronteriza. Según informó la estatal Agencia Brasil, a la reunión, están convocados el ministro de Defensa, Joaquim Silva e Luna, el de Derechos Humanos, Gustavo Rocha, y el de Presidencia, Eliseu Padilho, entre otros.
La cancillería venezolana exigió al Gobierno de Brasil el respeto a los derechos humanos de los venezolanos en la localidad de Pacaraima, en el estado de Roraima, donde el día 18 de agosto de 2018 un grupo de brasileños quemó las tiendas de campaña improvisadas de los inmigrantes del país vecino que están en esa ciudad.A través de un comunicado expresaron “la preocupación” del Ministerio de Relaciones Exteriores “por las informaciones que confirman ataques a inmigrantes venezolanos, así como desalojos masivos de nuestros connacionales, hecho que violenta normas de Derecho Internacional además de vulnerar sus derechos humanos.